# Procellosaurinus tetradactylus
Espèce
Procellosaurinus tetradactylus est une espèce de sauriens de la famille des Gymnophthalmidae.

## Répartition
Cette espèce est endémique de l'État de Bahia du Brésil.

## Publication originale
- Rodrigues, 1991 : Herpetofauna das dunas interiores do Rio Sào Francisco, Bahia, Brazil. III. Procellosaurinus: um novo genero de microteiideos sem palpebra, com a redefinicao do genero Gymnophthalmus (Sauria, Teiidae). Papéis Avulsos de Zoologia (São Paulo), vol. 37, no 21, p. 329-342.